# Petty
Petty is een Brits historisch merk van motorfietsen.
Dit was het eigen merk van Norton-tuner Ray Petty. Hij bouwde vanaf de jaren zeventig universele race-frames waar vrijwel alle blokken van Norton en Triumph in pasten. Petty stond erom bekend de beste Norton Manxen af te leveren, hoewel deze machines in de topraces niet meer konden meekomen.